# Saint-Michel-en-Grève
Saint-Michel-en-Grève är en kommun i departementet Côtes-d'Armor i regionen Bretagne i nordvästra Frankrike. Kommunen ligger i kantonen Plestin-les-Grèves som tillhör arrondissementet Lannion. År 2022 hade Saint-Michel-en-Grève 447 invånare.

## Befolkningsutveckling
Antalet invånare i kommunen Saint-Michel-en-Grève
Referens:INSEE